# Halichoeres scapularis

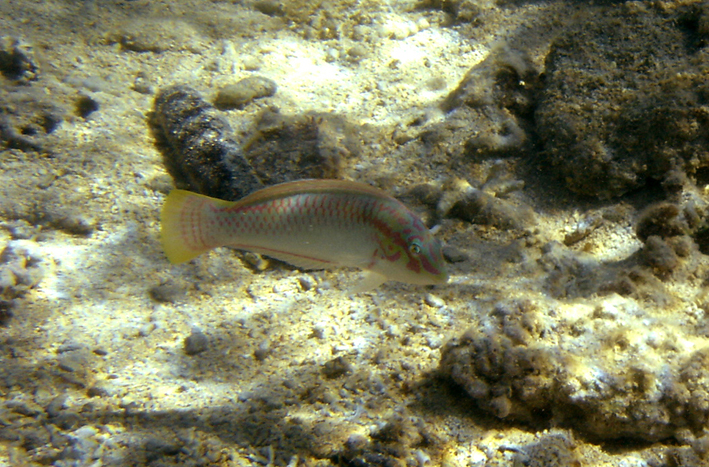
H. scapularis adulto

Halichoeres scapularis (Bennett, 1832) è un pesce di acqua salata appartenente alla famiglia Labridae.

## Distribuzione e habitat
Proviene dalle barriere coralline dell mar Rosso, dell'ovest dell'oceano Pacifico e dell'oceano Indiano, in particolare da Giappone, Grande barriera corallina Papua Nuova Guinea, Seychelles, Chagos, Aldabra, Mauritius, Riunione, Sudafrica, Mozambico, Gibuti, Somalia, Kenya e Tanzania. Nuota in zone ricche di vegetazione acquatica, solitamente con fondali sabbiosi, a una profondità media di circa 15 m.

## Descrizione
Presenta un corpo allungato, compresso lateralmente e con la testa dal profilo leggermente appuntito. La lunghezza massima registrata per questa specie è di 20 cm. La colorazione varia abbastanza nel corso della vita del pesce, mentre la forma del corpo è quasi sempre la stessa; i giovani sono però meno alti degli adulti. 
Gli esemplari giovanili hanno una colorazione biancastra o grigia pallida con una sola striscia scura orizzontale, non particolarmente spessa, che parte dalla bocca, passa dall'occhio e continua sul dorso fino al peduncolo caudale, dove termina. Le pinne sono bianche, a volte giallastre ma comunque pallide, senza disegni riconoscibili. Possono essere confusi con gli esemplari giovanili di H. trimaculatus.
Gli esemplari adulti hanno sempre il ventre bianco, mentre il dorso ha una colorazione variabile: solitamente verde, può presentare una linea gialla intensa anche abbastanza spessa che continua su tutto il bordo della pinna caudale. La linea che passa dall'occhio, scura nei giovani, quando presente è rosa o violacea negli adulti. Sulla testa ci sono sempre delle macchie piuttosto irregolari dello stesso colore. Le pinne pelviche sono abbastanza allungate, la pinna caudale ha il margine arrotondato, rossastra o violacea spesso con il bordo giallo. La pinna dorsale e la pinna anale sono basse e lunghe.

## Biologia

### Comportamento
Questa specie è solitaria, talvolta piuttosto aggressiva, in particolare nei confronti dei conspecifici.

### Alimentazione
La sua dieta, carnivora, è composta soprattutto da piccoli invertebrati acquatici, in genere crostacei, che trova facilmente nei fondali sabbiosi del suo habitat.

### Riproduzione
È oviparo ed ermafrodita sequenziale; la fecondazione è esterna e non ci sono cure nei confronti delle uova.

## Conservazione
Questa specie non sembra essere minacciata da particolari pericoli ed è diffusa in alcune aree marine protette, quindi viene classificata come "a rischio minimo" (LC) dalla lista rossa IUCN.